# Crímenes de las fuerzas de seguridad en Honduras

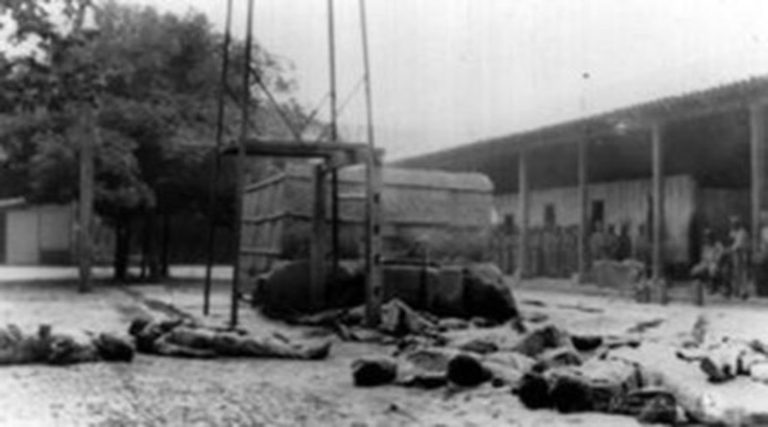
La masacre de 1944, uno de los crímenes más conocidos de las fuerzas de seguridad de Honduras.

Las fuerzas policiales y de seguridad militares en Honduras se mantienen con los impuestos que pagan los ciudadanos, sin embargo, muchos policías y militares se han visto implicadas en crímenes, algunos de ellos no se han esclarecido, ni se han castigado a los culpables mediante juicio. La situación que vivió el país durante el gobierno del dictador Tiburcio Carías Andino propició a que se cometieran un sinnúmero de crímenes militares.
Según analistas, la situación resulta paradójica, ya que millones de hondureños pagan sus impuestos para obtener resguardo de las fuerzas de seguridad, mientras algunos líderes policíacos y militares han incurrido a violar, extorsionar o asesinar a la población, y más aún, muchos no rindieron ni rendirán cuentas ante los entes de justicia, relacionando falsamente las muertes con el narcotráfico.
Por lo general, dichos crímenes continúan en la impunidad. Algunos delitos cometidos por altos cargos de las fuerzas de seguridad en Honduras, como el de la estudiante Riccy Mabel Martínez, o los asesinatos de Rafael Alejandro Vargas Castellanos y Carlos David Pineda, son claros ejemplos.

## Impunidad
La criminalidad de las fuerzas policiales en el país ha aumentado al ser fomentada por la impunidad que se crea gracias a la no aplicación del proceso de justicia a los responsables. Algo común que se ha visto claramente es el procedimiento siguiente: luego de cometerse los crímenes, suelen llegar agentes de seguridad a limpiar la escena.  Estos se encargan de recoger casquillos y otros indicios, como también de preguntar a personas lo sucedido por ser estas posibles testigos presenciales de los crímenes, inmediatamente antes de que se presenten los forenses a los lugares donde se ejecutaron estos actos. 
Otra forma de mantenerse en la impunidad es la utilización de personas inocentes, obligadas a confesar o callar bajo presiones, con promesas de castigos leves y pagos de sueldo mientras están en prisión. Pero además de estos obstáculos, destacan las leves penas en casos de abuso sexual y homicidio en el país, así como la nula aplicación de la justicia por parte de la Corte Suprema de Justicia, donde muchos de los criminales arrestados terminan saliendo libres sin rendir cuentas a nadie.

## Casos históricos
Las fuerzas de seguridad de Honduras poseen un largo historial de denuncias acerca de abusos contra los derechos humanos y cargos catalogados como crímenes de lesa humanidad, dentro de sus víctimas más recurrentes han sido presuntos disidentes políticos, minorías étnicas (principalmente indígenas y afrodescendientes), mujeres, y adolescentes. Su listado de denuncias han ido desde masacres a población civil, pasando por agresión sexual hacia mujeres y menores de edad, torturas, asesinatos, y secuestros a civiles.  

### Crímenes durante el Cariato

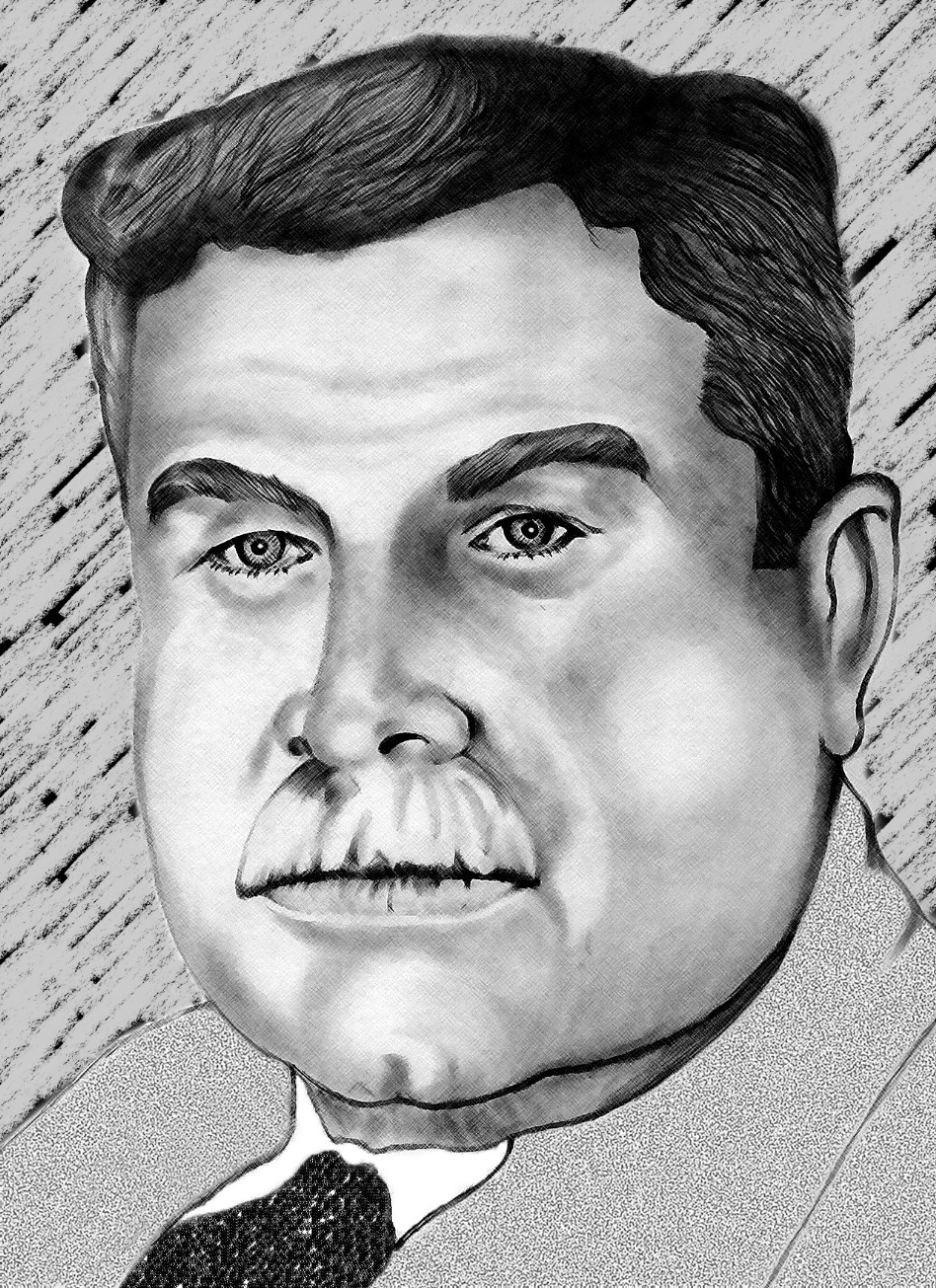
Carias Andino gobernó Honduras 16 años, durante su mandato se cometieron varias violaciones a los derechos civiles.

Se le llama Cariato al oscuro periodo de la historia de Honduras donde el general Tiburcio Carias Andino estuvo en el poder durante quince años. Dicho periodo se caracterizó principalmente por una fuerte censura en los medios de comunicación nacionales, ya que el Gobierno supervisaba la prensa y radio y desató su brutalidad contra civiles desarmados por parte de las fuerzas armadas del país. Una de las etnias más afectadas por las políticas impuestas durante este periodo fue la comunidad garífuna, siendo constantemente silenciada y agredida por las fuerzas militares durante esta época. Esto era debido a que el mandato de Carías fue patrocinado por las empresas bananeras extranjeras, por ende, se desalojó a mucha población costera (principalmente de origen garífuna) para que dichas bananeras tuvieran más campo de cultivo. 
La masacre de garífunas de San Juan de Tela de 1937 es el caso más evidente de la represión e injusticia que los grupos étnicos de Honduras pasaron durante aquellos años. Esta comenzó el 11 de marzo de 1937, a las 2:00 de la tarde llegó a San Juan un grupo de Soldados y, con actitud agresiva, comenzaron a rodear la comunidad para que nadie escapara. Agruparon a todos los hombres y se agredió sexualmente a las mujeres y adolescentes de la aldea en presencia de los niños, acto seguido, saquearon las casas llevándose todo lo de valor que encontraron. Otro de los crímenes reconocidos del gobierno de Carías fue la llamada Masacre de San Pedro Sula, que tuvo lugar en esta ciudad el día 6 de julio de 1944, luego de que cientos de manifestantes salieran a las calles a protestar contra el Gobierno y exigieran elecciones libres. Hasta la fecha se dice que hubo más de 70 personas asesinadas y 125 heridos por balas militares.

### Crímenes durante los años sesenta y setenta
El general Oswaldo López Arellano rompe el orden constitucional  vía un golpe de Estado en 1963, y cambiando la constitución en 1972 extiende su mandato hasta 1975. Durante su gobierno hubo una fuerte represión contra la población y una fuerte censura hacia los medios de comunicación, con una constante presencia militar en las calles. Dentro de sus políticas dio inicio a una campaña xenófoba y nacionalista contra los inmigrantes e hijos de salvadoreños residiendo en Honduras, que terminaría en la guerra de las Cien Horas. Al terminar el conflicto, el gobierno de López Arellano daría inicio a la expulsión forzada de miles de ciudadanos de origen salvadoreño, muchos de ellos nacidos en territorio hondureño con familias ya formadas, muchos otros estuvieron internados en centros de detención, catalogados como "campos de concentración" por la prensa extranjera al ver el estado en que los salvadoreños estaban recluidos. Entre 60 mil y 130 mil de los 300 mil salvadoreños que vivían en Honduras fueron forzados a regresar a su país. Sin embargo, en 1975 López Arellano fue depuesto por otro golpe dirigido por Juan Alberto Melgar Castro, bajo la excusa de que el Gobierno estaba «caminando hacia el populismo». 
Durante el nuevo período con Melgar en el poder, se producen diversas matanzas de campesinos en lucha por la reforma agraria. Hubo varias detenciones de jóvenes en las calles para realizar reclutamiento forzado y la represión civil continuó. No obstante, Melgar será a su vez derrocado por otro golpe, justificado esta vez, irónicamente, por la vocación “reformista” en que había caído el Gobierno. Era el año 1978 y lo sustituye hasta 1980 un triunvirato militar presidido por el general Policarpo Paz García.

### Batallón 3-16

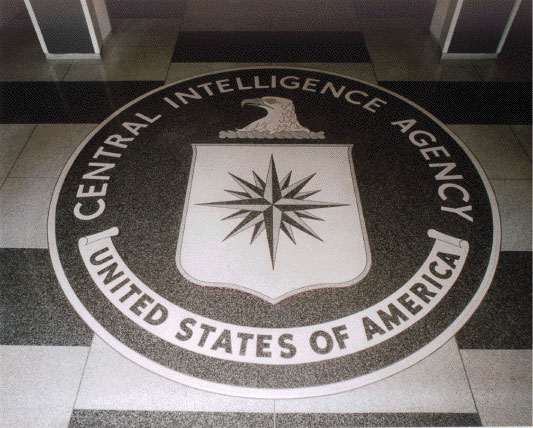
Se sabe que la CIA apoyó y entrenó a los militares encargados de las desapariciones en Honduras durante los años 80 y parte de los 90.

El Batallón 3-16 fue una rama de las Fuerzas Armadas de Honduras encargada de realizar asesinatos, tortura y desapariciones contra presuntos opositores políticos del Gobierno que fue creado en 1979 con el nombre "Grupo de los 14" y recibiendo entrenamiento y apoyo por parte de la Agencia Central de Inteligencia de los Estados Unidos (CIA). En 1982, su nombre cambió a Dirección de Investigación Especial, comandado por el Señor Diez. Su nombre cambió a "Batallón de Inteligencia 3-16" en 1982, según requerimientos de desclasificación de documentos estadounidenses hechos por el Comisionado Nacional de los Derechos Humanos en Honduras, y en 1984 según COFADEH. 
Se han registrado varios casos de desapariciones a universitarios, torturas a campesinos y mujeres, y masacres a manos de esta organización, muchas de ellas realizadas bajo conocimiento del Gobierno de Honduras. Una de sus víctimas más famosas es la del sacerdote católico, el padre Fausto Milla, quien afirma haber sido secuestrado por el batallón a mediados de los años 80, y quien además señala al actual político y militar Billy Joya de ser el principal líder de la organización. Finalmente, el Batallón 3-16 llega a su disolución oficial en el año de 1997 saliendo bajo la impunidad muchos de sus exmiembros, la mayoría manteniendo sus cargos militares y políticos a día de hoy.

## Violación y asesinato de Riccy Mabel Martínez Sevilla
Riccy Mabel Martínez Sevilla (1973-1991), originaria de La Ceiba, Atlántida, región caribeña de Honduras, fue una joven estudiante de tercer año de magisterio en la Escuela Normal Mixta Pedro Nufio, en Tegucigalpa, M.D.C.
Su amigo, Rubén Hurtado Padilla, había sido un mes antes reclutado para cumplir el servicio militar obligatorio, por lo que Riccy Mabel decidió visitar sola el Primer Batallón de Comunicaciones ubicado en Las Tapias, a las afueras de Tegucigalpa, con la finalidad de solicitar la pronta liberación de su amigo, el día sábado 13 de julio de 1991. Ese mismo día Riccy Mabel desapareció misteriosamente, fue secuestrada, violada y brutalmente asesinada por al menos cuatro hombres según exámenes forenses practicados en la braga de la víctima, llevados a cabo en los Estados Unidos por el FBI. En ese entonces el suceso fue un caso sin precedentes en la historia delictiva de Honduras, que puso a prueba el limitado y débil sistema judicial hondureño.
Su cuerpo desnudo, mutilado, semi-desfigurado y en estado de descomposición no avanzado, fue encontrado el lunes 15 de julio de 1991, aproximadamente a las 7:30 de la mañana, gracias a varias llamadas anónimas hechas por los presuntos asesinos a la policía y al director de la Escuela Normal Mixta Pedro Nufio. El cuerpo torturado de la adolescente fue colocado en una hondonada de aproximadamente cinco metros de profundidad y de difícil acceso, sobre una piedra, semi-sumergido boca abajo en el cauce de la quebrada El Sapo, cerca de la zona 4 de la colonia Cerro Grande, frente al cerro El Berrinche en Comayagüela.
El cuerpo de la normalista presentaba muestras de extrema crueldad demencial, barbarie y sadismo muy raramente vistas en este tipo de casos: con signos de torturas, mutilaciones, fracturas en diferentes partes del cuerpo, especialmente en el cráneo y con los huesos de las manos y dientes quebrados, sin lengua, sin el seno derecho, sin las principales vísceras que supuestamente fueron extraídas por las aves de rapiña (antropofagia), vulva destruida a causa de una violación masiva.
Un testigo clave del crimen fue Esteban García, un humilde vendedor de helados, quien afirmó haber visto a la adolescente por última vez con vida. A eso de las 6 y media de la tarde el señor García había terminado de vender el inventario de helados y se disponía a regresar al centro de Tegucigalpa, por lo que necesitaba un flete para él y su carreta. En el trayecto de salida del Primer Batallón de Comunicaciones se encontró con la joven normalista, la cual fue recogida por un automóvil pick-up Hyundai Pony amarillo, idéntico al de un militar, para posteriormente aparecer muerta dos días después.
En las principales ciudades del país, sobre todo en Tegucigalpa y en su ciudad natal, La Ceiba, hubo multitudinarias concentraciones públicas de jóvenes estudiantes para reclamar justicia bajo las consignas: «castigo a los culpables» y «no a la impunidad». El Comité para la Defensa de los Derechos Humanos (CODEH), fue uno de los principales patrocinadores de estas multitudinarias concentraciones.
Los feminicidas de la adolescente, un coronel y un sargento del Ejército Hondureño, trataron de eludir la justicia amparándose en su condición de militares y, posteriormente de un peregrinaje judicial, fueron sentenciados por el Juzgado de Letras Segundo de lo Criminal en julio de 1993 por cargos de homicidio y violación. La justicia "fue generosa" al castigarlos con una pena demasiado corta para un crimen tan monstruoso y aberrante, según el criterio casi generalizado de la sociedad hondureña.
A los 3 años de su ingreso a prisión, el coronel fue puesto en libertad con el silencio casi total de la prensa nacional. Con este trágico y emblemático caso se inicia el proceso de desmilitarización de Honduras, que elimina la impunidad total que tenían los militares en el país.
Otra particularidad del caso es que por primera vez se utilizó la prueba de ADN en la justicia hondureña, considerando las limitaciones económicas del país y del sistema de investigación criminal de aquel entonces, que se encontraba muy atrasado y obsoleto. Los crímenes sexuales en Honduras son tan altos debido al bajo presupuesto que mantienen tanto la Corte Suprema de Justicia de Honduras, el Ministerio Público y el Congreso Nacional de Honduras. Otros factores son la baja cualificación del personal y el bajo acceso a los recursos, que limitan la mejora de leyes, aumento de juicio, prevención y apoyo de las víctimas de estos crímenes.
En la actualidad, después de casi tres décadas, el nombre de Riccy Mabel sigue sonando en los corazones de los hondureños y sigue siendo recordatorio de la impunidad. Sin duda alguna este ha sido uno de los crímenes más atroces de las últimas décadas y todavía se pide justicia para Riccy.

## Asesinato de Ebed Yanes
El 27 de mayo de 2012, el joven Ebed Yanes de 15 años de edad salió por la noche a visitar a una persona que tenía una cuenta en Facebook; al no encontrarla, regresó a su casa a la 1:00 de la madrugada, pero fue asesinado por siete militares en un callejón. Le dispararon con un rifle de asalto Remington R-15, una bala impactó su cuello y dos balas perforaron su espalda, luego los autores del delito recogieron los casquillos y se retiraron en una camioneta Ford 4x4 doble cabina, posteriormente regresaron para ver si quedaban pruebas del homicidio. Por la mañana los vecinos le dijeron al padre sobre cómo habían asesinado a su hijo y le dieron dos casquillos de 0.223 pulgadas marca Águila que no encontraron los militares.
Los militares que asesinaron a Ebed Yanes pertenecían a una unidad del Primer Batallón de Fuerzas Especiales del Ejército que viajaban en un vehículo donado por el gobierno de Estados Unidos al Ejército de Honduras, en el primer "paquete de ayuda militar contra el narcotráfico" luego del Golpe de Estado. Este asesinato hizo que Estados Unidos retirara decenas de millones de dólares en ayuda al Ejército, pero sin aumentar su compensación y colaboración en ayuda humanitaria.
En sus declaraciones, los militares confesaron que el muchacho no se detuvo a un control policial, por lo que lo siguieron y asesinaron, a pesar de que según la ley, en ningún caso está permitido dispararle a un sospechoso que huye y no presenta amenaza. Luego del estudio del caso, se encontró culpable a Eliezer Rodríguez, de 22 años, como el autor de los disparos mortales. Debido a esto, Wilfredo Yanes interpuso un recurso de inconstitucionalidad contra el decreto que permite al ejército patrullar las calles.

## Asesinato de Rafael Alejandro Vargas Castellanos y Carlos David Pineda

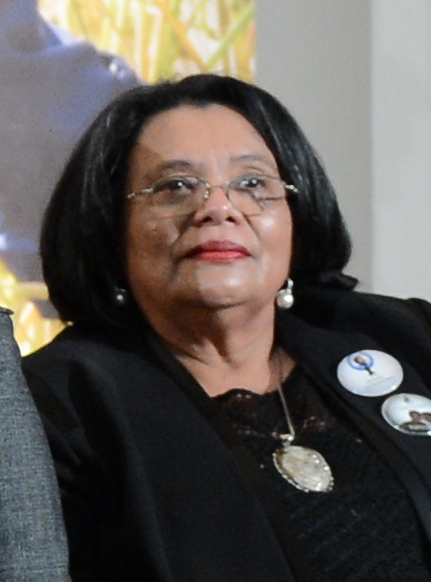
Julieta Castellanos, madre de la víctima.

La noche del viernes 21 de octubre de 2011, el hijo de la entonces rectora de la UNAH Julieta Castellanos, Rafael Alejandro Vargas Castellanos, estudiante de la carrera de Sociología de la UNAH, y su amigo Carlos David, pasante del quinto año en la facultad de Ciencias Jurídicas y Sociales, participaban en una cena en la colonia Miraflores de Tegucigalpa, a la 1:00 de la madrugada del sábado 22 de octubre de 2011. Rafael y Carlos se conducían juntos, ya que el primero iba a dejar al segundo a su residencia ubicada en la colonia Los Ángeles de Comayagüela, D.C. En el camino fueron interceptados y asesinados por varios policías a bordo de la patrulla 92. Los cuerpos de ambos estudiantes fueron encontrados sin vida once horas más tarde.
Los estudiantes fueron asesinados por varios policías, entre ellos el policía preventivo José Rubén Pozo López, quien en sus declaraciones evidencia oclusión de agentes de la DNIC en las investigaciones para aparentar un asesinato debido a la delincuencia común. Luego de detener a los dos estudiantes, los mataron, después de matarlos los oficiales regresaron al lugar para ver si las víctimas tenían objetos de valor, posteriormente llevaron a lavar la patrulla al bulevar Kuwait.